# Typhlodromus brisbanensis
Typhlodromus brisbanensis är en spindeldjursart som beskrevs av Schicha 1978. Typhlodromus brisbanensis ingår i släktet Typhlodromus och familjen Phytoseiidae. Inga underarter finns listade i Catalogue of Life.